# Mullerornis
Mullerornis je rod ptica iz porodice slonovki koji obuhvaća četiri izumrle vrste: Mullerornis agilis Milne-Edwards & A. Grandidier, 1894†, Mullerornis betsilei Milne-Edwards & Grandidier, 1894†, Mullerornis grandis Lambereton 1934†, i Mullerornis rudis Milne-Edwards & A. Grandidier, 1894†.
Ove ptice živjele su na Madagaskaru, a a opisane su po subfosilnim ostacima